# Tyler Alvarez
Tyler Sage Alvarez (* 25. Oktober 1997 in der Bronx, New York City, New York) ist ein US-amerikanischer Schauspieler, der bisher hauptsächlich als Kinderdarsteller in Film und Fernsehen zum Einsatz kam.

## Leben und Karriere
Tyler Sage Alvarez wurde am 25. Oktober 1997 als Sohn eines Kubanoamerikaners in erster Generation und einer Puertoricoamerikanerin in vierter Generation in der Bronx in New York City im US-Bundesstaat New York geboren. Neben einem älteren Bruder namens Nico hat er auch noch zwei jüngere Halbgeschwister von seinem Vater, Alex und Brianna, sowie eine jüngere Halbschwester von seiner Mutter, Sophia. Während sein Vater für die Drug Enforcement Administration (DEA) arbeitet, ist seine Mutter in einer Privatklinik tätig. Als er noch sehr jung war, ließen sich seine Eltern scheiden und heirateten später wieder andere Partner. Seine Karriere als Schauspieler in Film und Fernsehen begann um das Jahr 2013, als er in Henry Barrials Drama The House That Jack Built mitwirkte und dabei eine jüngere Version des von Javier Muñoz dargestellten Charakter des Hector spielte. Noch im gleichen Jahr war er in der Rolle des Logan im Kurzfilm Brothers in Arms von Melissa Balan, der in einem Workshop an der Tisch School of the Arts der New York University entstand. Seinen Durchbruch hatte er schließlich im Jahre 2014, als er erstmals in der Nickelodeon-Serie Emma, einfach magisch! als Diego Rueda, in einer der Hauptrollen, zu sehen war. Als Diego Rueda wirkte er bis 2015 in allen 85 Episoden mit und war im TV-Special Every Witch Way: Spellbound, sowie in einer Crossover-Episode von Talia in the Kitchen zu sehen.
Nachdem er noch im Jahre 2014 in New York City wohnte und im darauffolgenden Jahr seinen High-School-Abschluss machte, zog er spätestens im Jahre 2016 nach Los Angeles. Noch im Jahr 2015 wurde er in eine weitere erfolgreiche Fernsehserie gecastet und erhielt ihr eine wiederkehrende Rolle. Von 2015 bis 2017 war er als Benny Mendoza in fünf Episoden von Orange Is the New Black, einer Netflix-Serie, zu sehen. 2017 spielte er in der Haupt- bzw. Nebenrolle des Larry im romantischen Thriller High School Lover mit; im gleichen Jahr übernahm er die Hauptrolle des Peter Maldonado in der Netflix-Mockumentary American Vandal, in der er in allen acht Episoden in einer wirklichen zentralen Rolle agierte. Während ihm als Diego Rueda in Emma, einfach magisch! und den dazugehörigen Produktionen noch Maximilian Artajo die deutsche Stimme lieh, wurde sein Charakter in American Vandal in der deutschsprachigen Synchronfassung von David Riedel gesprochen. Für das Jahr 2018 ist eine weitere Produktion mit Alvarez’ Beteiligung geplant. Im Film The Pretenders mit James Franco, Jane Levy, Juno Temple oder Shameik Moore wird er den Charakter Doug mimen.

## Filmografie
- 2013: The House That Jack Built
- 2013: Brothers in Arms (Kurzfilm)
- 2014–2015: Emma, einfach magisch! (Every Witch Way) (Fernsehserie; alle 85 Episoden)
- 2014: Every Witch Way: Spellbound (Fernseh-Special zu Emma, einfach magisch!)
- 2015: Talia in the Kitchen (Fernsehserie; 1 Episode)
- 2015–2017: Orange Is the New Black (Fernsehserie; 5 Episoden)
- 2017: High School Lover
- 2017–2018: American Vandal (Fernsehserie; alle 16 Episoden in 2 Staffeln)
- 2018: Pretenders
- 2020: John Henry
- 2021:Noch nie in meinem Leben … (Never Have I Ever, Fernsehserie, Staffel 2)
- 2022: Blockbuster (Fernsehserie)
- 2023–2024: Ghosts (Fernsehserie, 2 Episoden)